# Метод розв'язування задач припливу до групи свердловин у пласті з віддаленим контуром живлення
Метод розв'язування задач припливу до групи свердловин у пласті з віддаленим контуром живлення (рос. метод решения задач притока к группе скважин в пласте с отдаленным контуром питания; англ. method for dealing with a stream to a group of wells in a formation with a distant external reservoir boundary, нім. Methode f der Lösung von Aufgaben des Zuflusses zur Bohrlochgruppe in der Schicht mit der entfernten Speisekontur) — метод, за яким свердловини замінюють точковими стоками і джерелами (див. метод стоків і джерел) і на основі методу суперпозиції записують результатний потенціал, поміщаючи довільну точку почергово на контури усіх свердловин із заданими потенціалами і на контур живлення пласта з відомим потенціалом, а відтак розв'язують отриману систему алгебраїчних рівнянь, визначаючи або дебіти свердловин за відомих тисків на вибоях, або тиски на вибоях свердловин за відомих їх дебітів.